# Cassytha paradoxae
Cassytha paradoxae là loài thực vật có hoa trong họ Nguyệt quế. Loài này được Proctor miêu tả khoa học đầu tiên năm 1983.